# Coachella
Coachella [koʊˈtʃɛlə oder koʊ.əˈtʃɛlə] ist eine US-amerikanische Stadt im Riverside County im US-Bundesstaat Kalifornien. Das U.S. Census Bureau hat bei der Volkszählung 2020 eine Einwohnerzahl von 41.941 ermittelt. Coachella ist die östlichste Stadt im Coachella Valley.
Bekannt als „Stadt des ewigen Sonnenscheins“, ist der Ort eine ländlich und landwirtschaftlich geprägte Stadt in der Wüste. Im späten 20. Jahrhundert war Coachella eine der am schnellsten wachsenden Städte Kaliforniens. Die Einwohnerzahl nahm von 1000 im Jahr 1946 auf gut 40.000 im Jahr 2010 zu. 

## Geografie
Coachella liegt im zentralen Riverside County in Kalifornien in den USA. Es grenzt im Nordwesten an die Stadt Indio und im Südosten an die Gemeinde Thermal. An den übrigen Grenzen liegt gemeindefreies Gebiet.
Die Stadt befindet sich im Coachella Valley in der Colorado-Wüste, rund 16 Kilometer vom Nordufer des Saltonsees entfernt. Die Distanz zu Palm Springs beträgt 45 Kilometer, die Großstadt Riverside liegt 116 Kilometer westlich von Coachella. Los Angeles liegt 210 Kilometer entfernt.
Die Stadt ist über mehrere Autobahnen gut an das Fernverkehrsnetz angebunden. Das westliche Stadtgebiet wird von der California State Route 111 durchzogen, ein Stück östlich von ihr verläuft nahezu parallel die California State Route 86, die auf diesem Abschnitt mit der California State Route 86S identisch ist. Im Norden der Stadt, größtenteils außerhalb des dicht besiedelten Gebiets, führt die Interstate 10 entlang.
Coachella  hat 40.704 Einwohner (Stand der Volkszählung 2010). Die Stadt erstreckt sich auf eine Fläche von 74,981 km², die komplett aus Landfläche besteht; die Bevölkerungsdichte beträgt somit 542,9 Einwohner pro Quadratkilometer. Das Stadtzentrum befindet sich auf einer Höhe von −21 Metern, wobei die durchschnittliche Höhe des Stadtgebiets −35 Meter beträgt.

## Geschichte
Coachella wurde 1876 am Streckenverlauf der Southern Pacific Railroad an einem Abstellgleis als Woodspur gegründet. Im folgenden Jahrzehnt verkauften die einheimischen Cahuilla-Indianer ihre Grundstücke an die Eisenbahngesellschaft, und in den 1890er Jahren siedelten sich Arbeiter an der Strecke an.
Der Ursprung des heutigen Namens Coachella ist unklar, sicher ist jedoch, dass die Bürger von Woodspur im Jahr 1901 für eine Namensänderung ihrer Stadt stimmten und sich bei einer Versammlung für den Namen Coachella entschieden. Einige Anwohner glauben, dass es sich um einen Rechtschreibfehler des spanischen Wortes Conchilla handelt. Hiermit werden die Schneckenhäuser bezeichnet, die im sandigen Boden des Tals gefunden wurden und von einem See zeugen, der vor über 3000 Jahren ausgetrocknet ist.
Der junge Ort umfasste nur ein 6,5 km² großes Territorium, das im Grid-System weiter ausgedehnt wurde. Erst ab den 1950er Jahren wurde die Stadt auf ihr heutiges Gebiet erweitert. Dieses ist heute zu großen Teilen von Landwirtschaftsbetrieben und Obstplantagen, besonders mit Zitruspflanzen oder Dattelpalmen, bedeckt.
Im Jahr 1946 wurde Coachella das Stadtrecht verliehen und die damals nur 1000 Einwohner zählende Wüstensiedlung somit zur City. Erster Bürgermeister wurde John Westerfield.
Bis zur Volkszählung 1980 konnte Coachella seine Einwohnerzahl auf 10.000 erhöhen. Wegen des übermäßig hohen Anteils von Hispanics an der Bevölkerung wurde die Stadt zu einem Treffpunkt für Chicanos, die hier Proteste veranstalteten. In den 1960er und 1970er Jahren besuchte der damalige Präsident der Landarbeitergesellschaft United Farm Workers, César Chávez, den Ort.

## Bevölkerung
Coachella verzeichnet seit einigen Jahren einen rasanten Bevölkerungsanstieg. Bei der amtlichen Erhebung im Jahr 2000 wurden noch 22.724 Einwohner gezählt, zu Jahresbeginn 2007 waren es bereits 38.486 Einwohner.
Die weit überwiegende Mehrheit der Bevölkerung, rund 97 %, ist der Gruppe der Hispanics zuzuordnen, während Weiße nur rund 1,5 % Anteil an der Bevölkerung ausmachen.

## Politik
Coachella ist Teil des 28. Distrikts im Senat von Kalifornien, der momentan vom Demokraten Ted Lieu vertreten wird, und des 56. Distrikts der California State Assembly, vertreten vom Demokraten V. Manuel Perez. Des Weiteren gehört Coachella Kaliforniens 36. Kongresswahlbezirk an, der einen Cook Partisan Voting Index von R+1 hat und vom Demokraten Raul Ruiz vertreten wird.